# Ralph Nelson (giocatore di football americano)
Ralph Lorenzo Nelson (Los Angeles, 23 gennaio 1954) è un ex giocatore di football americano statunitense che giocato nel ruolo di running back per due stagioni nella National Football League (NFL).

## Carriera
Nelson non frequentò il college ma firmò nel 1975 per giocare con i Washington Redskins con cui disputò tutte le 14 gare stagionali correndo per 139 e segnando un touchdown su ricezione. Nel 1976 passò alla neonata franchigia dei Seattle Seahawks con cui disputò otto partite nella sua seconda e ultima stagione nella lega correndo 173 yard e segnando un touchdown su corsa.

## Statistiche
| Partite totali             | 22  |
| Partite totali da titolare | 312 |
| Yard su corsa              | 312 |
| Touchdown su corsa         | 1   |